# مراكم هيدروليكي

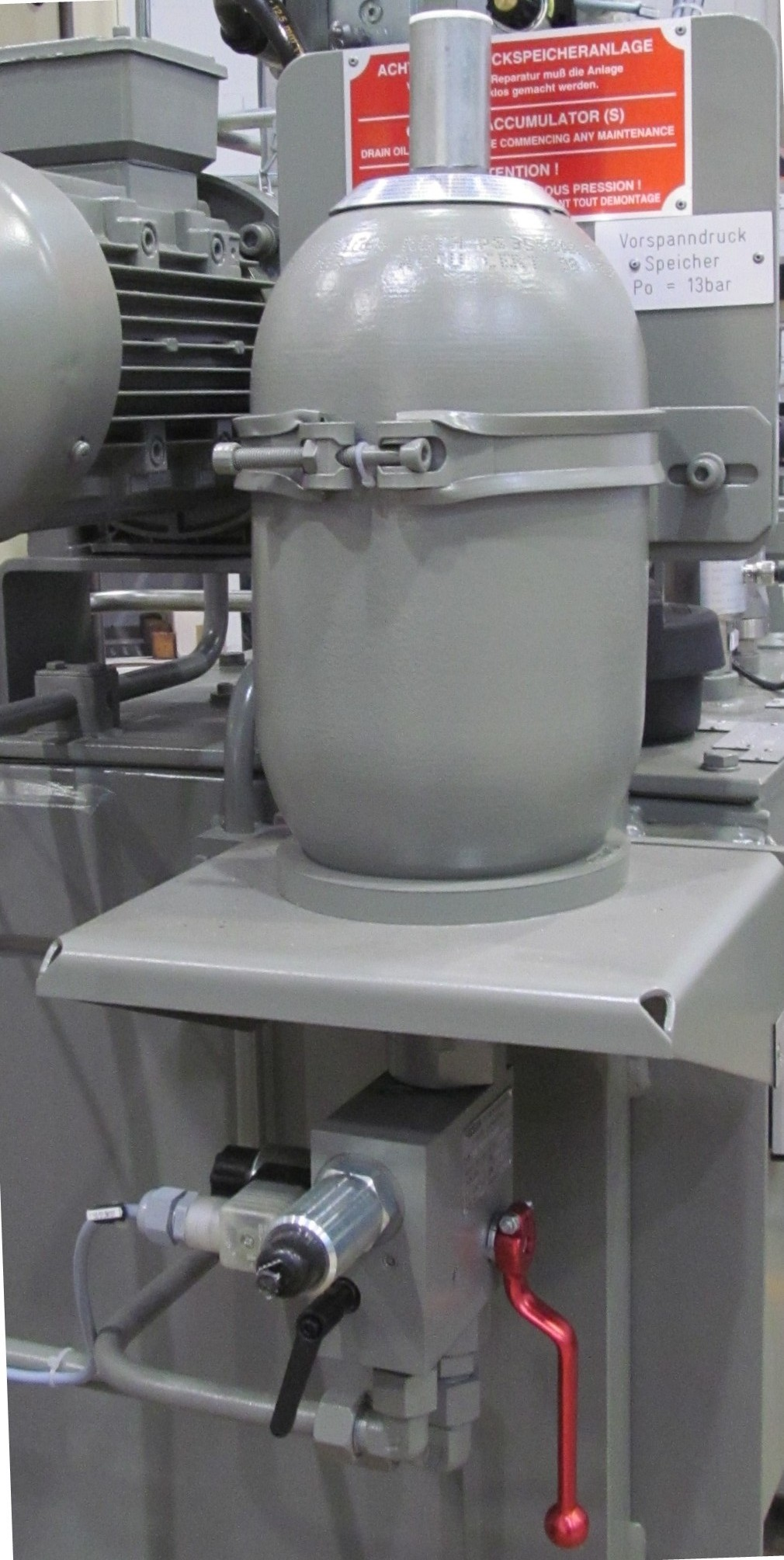
مراكم هيدروليكي يعمل على الغاز المضغوط

المركم الهيدروليكي يعتبر من أجهزة تخزين الطاقة. وهو مخزن للسائل الهيدروليكي المضغوط، ووظيفة تعويض النقص في الضغط ضمن النظام في حالة حدوثه والاستجابة السريعة لتعويض الضغط في حالات زيادة الحمل. ويتم ضخ السائل من المراكم إلى الدارة باستخدام نابض أو غاز مضغوط أو ثقل موازن. المراكمات العاملة على الغازات المضغوطة هي من أكثر المراكمات استخداماَ.